# LCT 7074
Le LCT 7074 est le seul Landing Craft Tank (LCT) survivant britannique (LCT), un navire d'assaut amphibie pour débarquement des chars sur des têtes de pont. Construit en 1944 par la Hawthorn Leslie and Company, le LCT 7074 faisait partie de la 17e Flottille LCT pendant l'opération Neptune du 6 juin 1944.

Le navire a été mis hors service en 1948, et prêté au Honourable Company of Master Mariners (en) de Liverpool pour être utilisé comme club-house et rebaptisé Landfall. Reconverti plus tard dans comme boîte de nuit flottante, le navire a été acquis par la Warship Preservation Trust (en) à la fin des années 1990 et a été amarré à Birkenhead. En Octobre 2014 la navire a été transporté par mer à Portsmouth pour sa restauration.
Ce bâtiment est inscrit au registre du National Historic Ships  depuis 1997 et il est aussi l'un des nombreux bateaux de la National Historic Fleet.

## Histoire
Initialement développé par la Royal Navy et plus tard par l'US Navy au cours de la Seconde Guerre mondiale dans un certain nombre de versions différentes. Initialement connus sous le nom de "Tank Landing Craft" (TLC) par les Britanniques, ils ont ensuite adopté la nomenclature américaine "Landing Craft, Tank" (LCT). Le LCT 7074 était l'un des 235 LCT Mark 3.
Le LCT 7074 a chargé 10 chars M4 Sherman' à la rivière Orwell, près de Felixstowe. Dans le cadre de la 17e Flottille LCT il déchargé avec succès neuf chars sur la plage de Gold Beach.

Après le débarquement de Normandie il a passé plusieurs mois à faire 32 rotations transportant des véhicules, des troupes, des fournitures et des munitions à travers la Manche. Puis le LCT 7074 a été modifié pour devenir un navire de réparations d'urgence pour une utilisation en Extrême-Orient en prenant le matricule NSC L (19).
Mis hors service en 1948, il a été rebaptisé Landfall pour devenir le club-house des Master Mariners de Liverpool. L'embarcation a été convertie plus tard en discothèque flottante. Dans les années 1990, la Warship Preservation Trust (en) l'a acquis et a entrepris des travaux de restauration. Une grande partie de la superstructure du LCT 7074 est d'origine mais ses moteurs ont été enlevés et devront être remplacés.

LCT 7074 a coulé partiellement sur son amarrage à Birkenhead. Une donation du National Heritage Memorial Fund (NHMF) a permis de renflouer l'embarcation les 15 et 16 octobre 2014. Transporté à Portsmouth il subira une restauration. Après celle-ci, le LCT 7074 sera mis en exposition au D-Day Museum (en) de Portsmouth à l'occasion du 75e anniversaire du D-Day en 2019.